# 李嘉惠
李嘉惠（1976年—），1998年於香港中文大學新聞及傳播學系學士畢業。前香港商業電台及有線電視財經資訊台記者及主播，2010年4月獲邀加入無綫新聞。
李嘉惠轉職無線新聞後，曾與伍嘉文和范巧茹在港股交易日交替擔任翡翠台以及高清翡翠台《交易現場》及無綫新聞台節目《港股評述》之駐香港交易所直播室主持，主理財金及即時分析節目。
三人更有份籌組J5及現時無綫財經資訊台，曾經是無綫財經台的標誌性人物之一，李嘉惠現已離職。

## 記者生涯
- 1998-2002 香港商業電台中文新聞部記者
- 2002-2003 亞洲電視 新聞報編輯助理
- 2003-2004 HKBN 新聞直播及記者
- 2004-2005 ET Net財經記者及主播
- 2005-2010 有線電視 高級財經記者及主播
- 2010-2021 無線電視財經資訊台首席財經記者及主播
- 2021-2022無線電視財經資訊台副財經探訪及編輯主任及主播